# Graham Poll

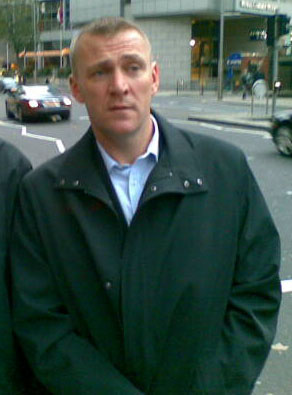
Graham Poll i England.

Graham Poll, född 29 juli 1963 i Tring, Hertfordshire, England, är en f.d.  engelsk fotbollsdomare och dömde i bland annat Premier League och VM. Poll har dömt många matcher, men är särskilt känd för matchen mellan Kroatien och Australien i VM i fotboll 2006, där han gav Josip Šimunić tre gula kort innan han visade ut honom.
Efter VM slutade han med att döma internationella matcher och 2007 slutade han helt med domarskapet.
Graham Poll gjorde sin första internationella match 1997, då han dömde mötet Azerbajdzjan-Finland.

## Matcher i VM 2002 (huvuddomare)
- Italien - Kroatien (gruppspel)

## Matcher i VM 2006 (huvuddomare)
- Sydkorea - Togo (gruppspel)
- Saudiarabien - Ukraina (gruppspel)
- Kroatien - Australien (gruppspel)